# المغنمية (قفل شمر)

تعديل مصدري - تعديل

المغنمية هي إحدى قرى عزلة بني جل بمديرية قفل شمر التابعة لمحافظة حجة، بلغ تعداد سكانها 508 نسمة حسب تعداد اليمن لعام 2004.